# Gotická hráz Máchova jezera ve Starých Splavech

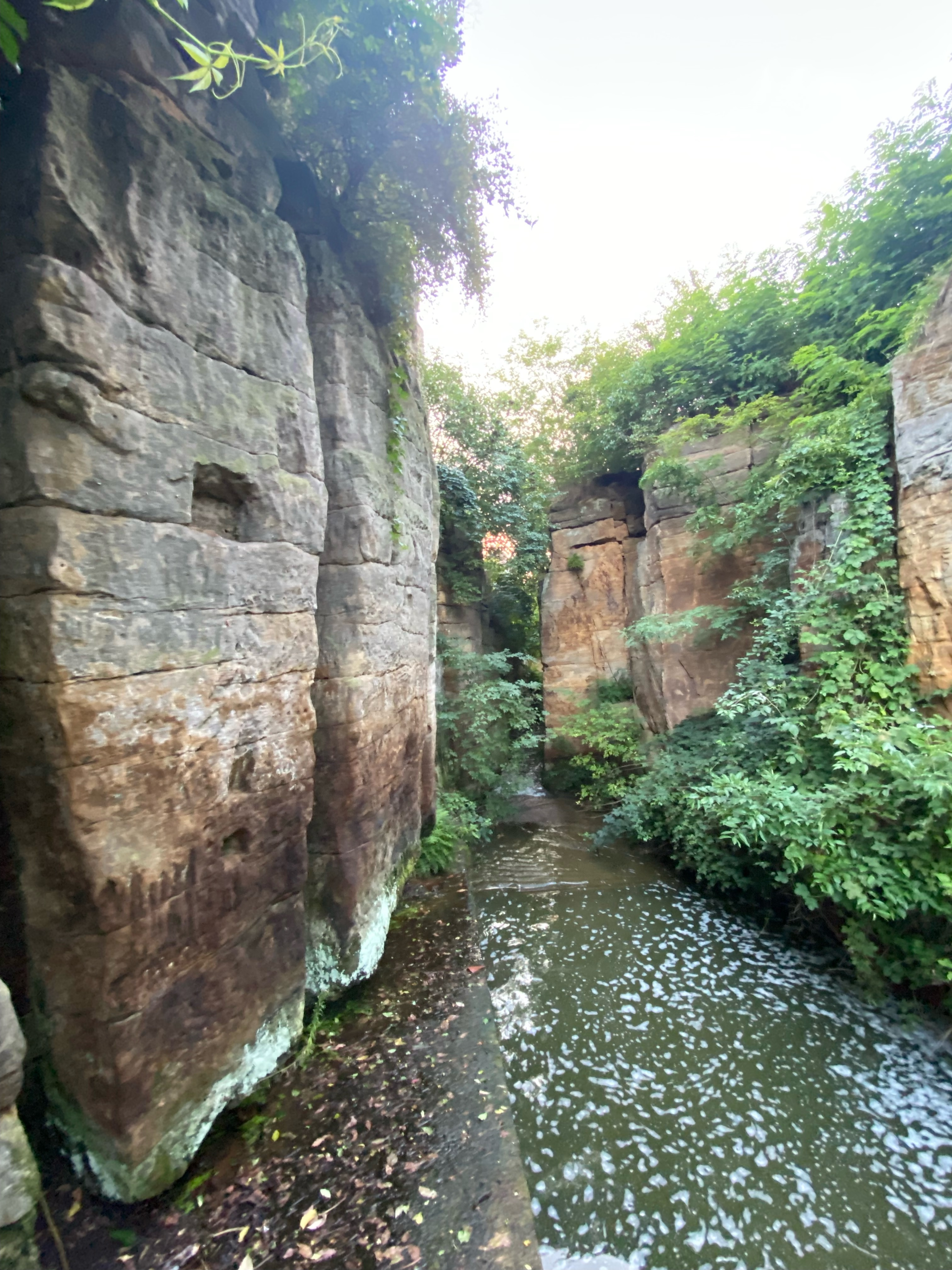
Gotická propusť a průrva v pískovcové skále ve Starých Splavech na Robečském potoce.

Gotická hráz Máchova jezera ve Starých Splavech je rybniční hráz Máchova jezera nacházející se v jeho nejzápadnější části, na východ od páteřní komunikace, ulice Dalibora z Myšlína ve Starých Splavech. Jedná se o gotickou technickou památku z období vlády Karla IV. Souvisí se založením tzv. Máchova jezera (tehdy pod názvem Velký rybník či Großteich) roku 1366. Svým stářím je tedy srovnatelná s Karlovým mostem. Na koruně hráze se nachází alej památných stromů, zejména borovic lesních. Na východním okraji pak stojí památný dub. Díky svému stáří několika set let a své mohutnosti a umístění na gotické hrázi patří mezi zákonem chráněné stromy České republiky.

## Historie
Rybník a s ním i hráz je gotickým vodním dílem, byl založen v roce 1366 Karlem IV. V rašelinné pánvi na Robečském potoku (přítok Ploučnice). Okolnosti založení rybníka doložil jednak pražský kanovník Beneš Krabice z Veitmile (udáno založení v říjnu 1366) a také kronikář Jan z Gubenu. Druhý zápis byl sepsán v Žitavě roku 1367 a zmiňoval i v Čechách dosud nevídaný druh ryb, parmy neboli vousáči. Rybník byl popisován jako rybník nad Hirschbergem (německý název Doks). Existují tvrzení, že rybník byl založen již roku 1272.

## Technická památka
Rybniční hráz (též hráz rybníka) je stavba, která zadržuje vodu v rybnících. Hráze obvykle mívají tzv. návodní stranu (svah do vody), vzdušnou stranu (vnější svah), patu (přechod svahu hráze do okolní krajiny) a korunu (nejvyšší část hráze).

## Ekologický význam

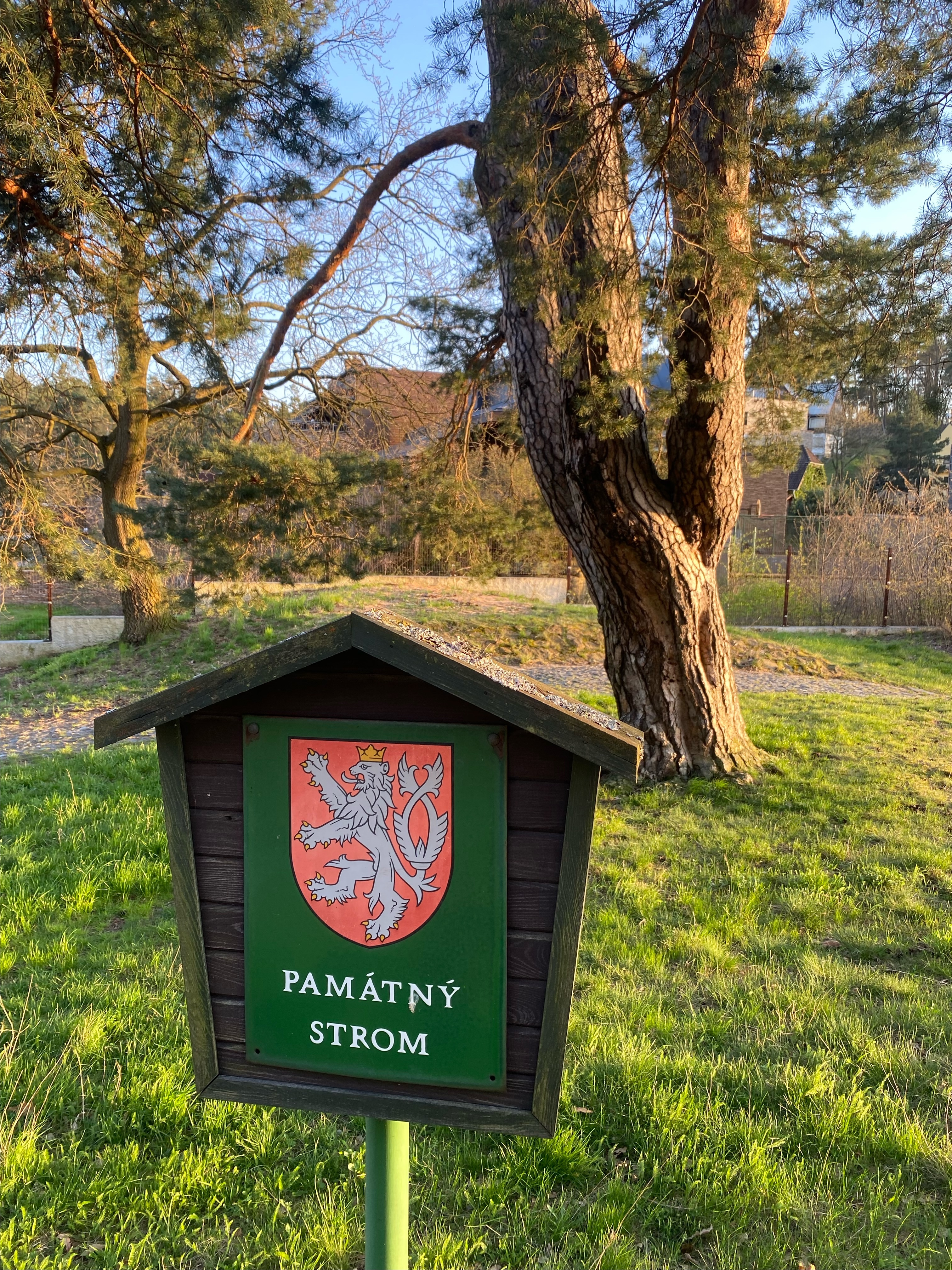
Památná alej Staré Splavy na Hrázi Máchova jezera.

Ke zpevňování hrází se tradičně využívaly duby. Právě dubové porosty v kombinaci se svahovitým a sluncem exponovaným profilem vytvářejí vhodné stanoviště pro řadu teplomilných živočichů, rostlin a hub. Některé z nich se v rámci České republiky vyskytují převážně nebo výlučně právě na hrázích rybníků. Nejinak je tomu i v případě Starých Splavů, i z tohoto důvodu se lokalita nachází v CHKO Kokořínsko-Máchův kraj.

### Živočichové
Mezi obyvatele hrází patří brouci vázaní na staré duby, případně jejich tlející dřevo:
- Roháč obecný – vázaný na tlející dřevo především v dutinách dubů
- Tesařík obrovský – vázaný na staré živé duby
- Páchník hnědý – vázaný na tlející dřevo v dutinách dubů

### Rostliny
Krom samotných dubů, které v některých případech dosahují výjimečného stáří (některé duby na Českolipsku pocházejí z doby založení rybníků a dosahují stáří kolem 700 let) se na řadě hrází vyskytuje subxerofilní a xerofilní vegetace.